# Chiesa della Sacra Famiglia (Berbenno)
La chiesa della Sacra Famiglia è il principale luogo di culto cattolico della località di Ponte Giurino frazione di Berbenno in provincia e diocesi di Bergamo; fa parte del vicariato di Rota d'Imagna.

## Storia
Una chiesa a Ponte Giurino intitolata all'Immacolata Concezione, presenta nell'Ottocento, risulta inserita nell'elenco dello Stato del clero di Bergamo del 1861 sussidiaria della chiesa parrocchiale di Sant'Antonio Abate.
Il 29 gennaio 1924 fu eretta canonicamente a parrocchiale con decreto del vescovo di Bergamo Luigi Maria Marelli dimembrata dalla parrocchia di Berbenno.
La chiesa fu inserita nel vicariato locale di Almenno San Salvatore e il 5 agosto 1925 fu nominato il primo parroco perché dal 28 maggio 1925 era stata retta da un economo spirituale. 
Nella prima metà del XX secolo fu decisa la costruzione di un nuovo edificio di culto con la benedizione della posa della prima pietra dal vescovo Adriano Bernareggi nel 1949. L'architetto Pinetti progettò la nuova zona presbiteriale con la posa del nuovo altare in marmo grigio e bianco rivolto verso la navata previsto dall'adeguamento liturgico delle chiese.
Questo fu consacrato il 23 ottobre 1977 dal vescovo Giulio Oggioni che fece dono delle reliquie della Beata Vergine Maria e santi Giuseppe, Alessandro di Bergamo, Giovanni Bosco e Maria Goretti che furono sigillate nel piccolo sepolcreto.
Con decreto del 27 maggio 1979 del vescovo Oggioni la chiesa fu inserita nel vicariato locale di Rota d'Imagna.

## Descrizione
L'edificio di culto è anticipato dal sagrato pavimentato in battuto di cemento con la facciata in pietra a vista preceduta dal protiro coperto con tetto a due falde che conserva all'incrocio lo stemma vescovile. Il grande portale ad arco viene ripreso nella parte superiore dalla grande finestra sempre ad arco. La parte superiore ha una scritta con l'intitolazione della chiesa alla Sacra Famiglia. La parte centrale della facciata è inserita in un leggero sfondato che raggiunge il cornicione che segue l'andamento del tetto a due falde.
Il moderno campanile ospita un concerto di 8 campane intonate in Si2 maggiore, realizzate nel 1991 dalla fonderia Capanni di Castelnovo ne' Monti in provincia di Reggio Emilia.
L'interno è a pianta rettangolare e a unica navata divisa da lesene in due campate. Le lesene in rosso Asiago realizzate dai fratelli Taragni reggono la volta a botte. Nella prima campata a sinistra vi è il fonte battesimale a sinistra mentre la parte destra e dedicata alla zona penitenziale con il confessionale. La campata successiva presenta altari devozionali. la zona presbiteriale di misure minori rispetto all'aula è preceduta da tre gradini e dall'arco trionfale e ha la volta a botte.